# Vârful Ghițu, Masivul Ghițu
Vârful Ghițu, cunoscut și ca Vârful Ghițu Mare sau Vârful Ghițu Brădet este cel mai înalt vârf al Masivului Ghițu, cu 1.622 m.